# Зе, Жан
Жан Эли́ Поль Зе (фр. Jean Élie Paul Zay; 6 августа 1904, Орлеан — 20 июня 1944, Моль, департамент Алье) — французский политик, министр народного образования в 1936—1939 годах. Активный участник движения Сопротивления. В мае 2015 года его прах был перезахоронен в парижском Пантеоне.

## Ранние годы
Отец Жана Зе был еврейского происхождения (дед был эльзасским евреем, переехавшим во Францию после того, как в 1871 году Эльзас был присоединён к Германии); отец на протяжении многих лет был редактором местной радикально-социалистической газеты Прогре дю Луаре. Мать — преподавательница, из протестантской семьи. Жан блестяще учился в школе: в 1922 году его сочинение по общей литературе, а в 1923 году — сочинение по философии были удостоены премий на общенациональных конкурсах.
В 1928 году Зе окончил юридический факультет и стал адвокатом; для оплаты учёбы он работал в газете Прогре дю Луаре. В 1925 году стал членом Радикально-социалистической партии, где примкнул к левому крылу и критиковал руководство партии за оппортунизм. С 1926 года — масон, инициирован в орлеанской ложе «Этьен Доле», входящей в Великий восток Франции. С 1931 года участвовал во всех съездах своей партии.

## Политическая деятельность до войны
В 1932 году, в возрасте 27 лет, Зе был избран депутатом от департамента Луаре (переизбран в 1936 году). В 1935 году его выбрали, а годом позже переизбрали секретарём Палаты депутатов. В течение своей парламентской деятельности Зе занимался юридическими, экономическими и социальными вопросами. Являясь человеком левых убеждений, выступал за федерацию европейских государств, осуждал политику колониализма и французское невмешательство в гражданскую войну в Испании.
С 24 января 1936 года в возрасте 31 года Зе занял пост государственного вице-секретаря во втором правительстве Альбера Сарро, став таким образом самым молодым министром за всё время существования Третьей республики. После победы Народного фронта на выборах 1936 года Леон Блюм включил Жана Зе в состав своего правительства в качестве министра народного образования (4 июня того же года). Зе сохранил этот пост в третьем и четвёртом правительствах Камиля Шотана, втором правительстве Леона Блюма и третьем правительстве Эдуара Даладье. Таким образом, он занимал министерский пост без перерывов с 4 июня 1936 по 10 сентября 1939 года.
За то время, в течение которого Жан Зе возглавлял министерство, был повышен с 13 до 14 лет возраст обязательного образования, выросло количество образовательных пособий в начальной школе, оформилась система профессиональной ориентации школьников. Происходило развитие физического воспитания и научно-исследовательской работы в области педагогики.
По инициативе Зе были созданы Музей человека и парижский Музей современного искусства. Появились идеи проводить Каннского кинофестиваля и создать Национальный центр научных исследований.

## Движение сопротивления
В 1938 году Жан Зе резко осудил подписание Мюнхенского соглашения с Гитлером. 10 сентября 1939 года, после начала Второй мировой войны, он подал в отставку.
В мае—июне 1940 года Франция была оккупирована войсками Нацистской Германии. Будучи
ярым противником созданного при поддержке нацистов «Французского государства», Жан Зе вместе с 25 другими бывшими парламентариями и членами правительства поднялся на борт отправлявшегося в Северную Африку корабля Массилия. Он собирался продолжить борьбу с нацизмом на территории французских колоний. Но 15 августа 1940 Зе был арестован в Марокко и 20 августа выслан обратно во Францию. Там его обвинили в дезертирстве и 4 октября в Клермон-Ферране решением военного трибунала приговорили к пожизненному изгнанию. Но это наказание было заменено на тюремное заключение, и 7 января 1941 года Зе поместили в тюрьму Риома.
В тюрьме Жан Зе занимался литературной деятельностью самых разных видов: писал планы переустройства народного образования после войны, детские сказки, детективный роман «Перстень без пальца» и мемуары, которые были опубликованы в 1945 году под названием «Воспоминание и одиночество». 20 июня 1944 года члены французской милиции вывезли его под предлогом перевода в другую тюрьму и по дороге убили.

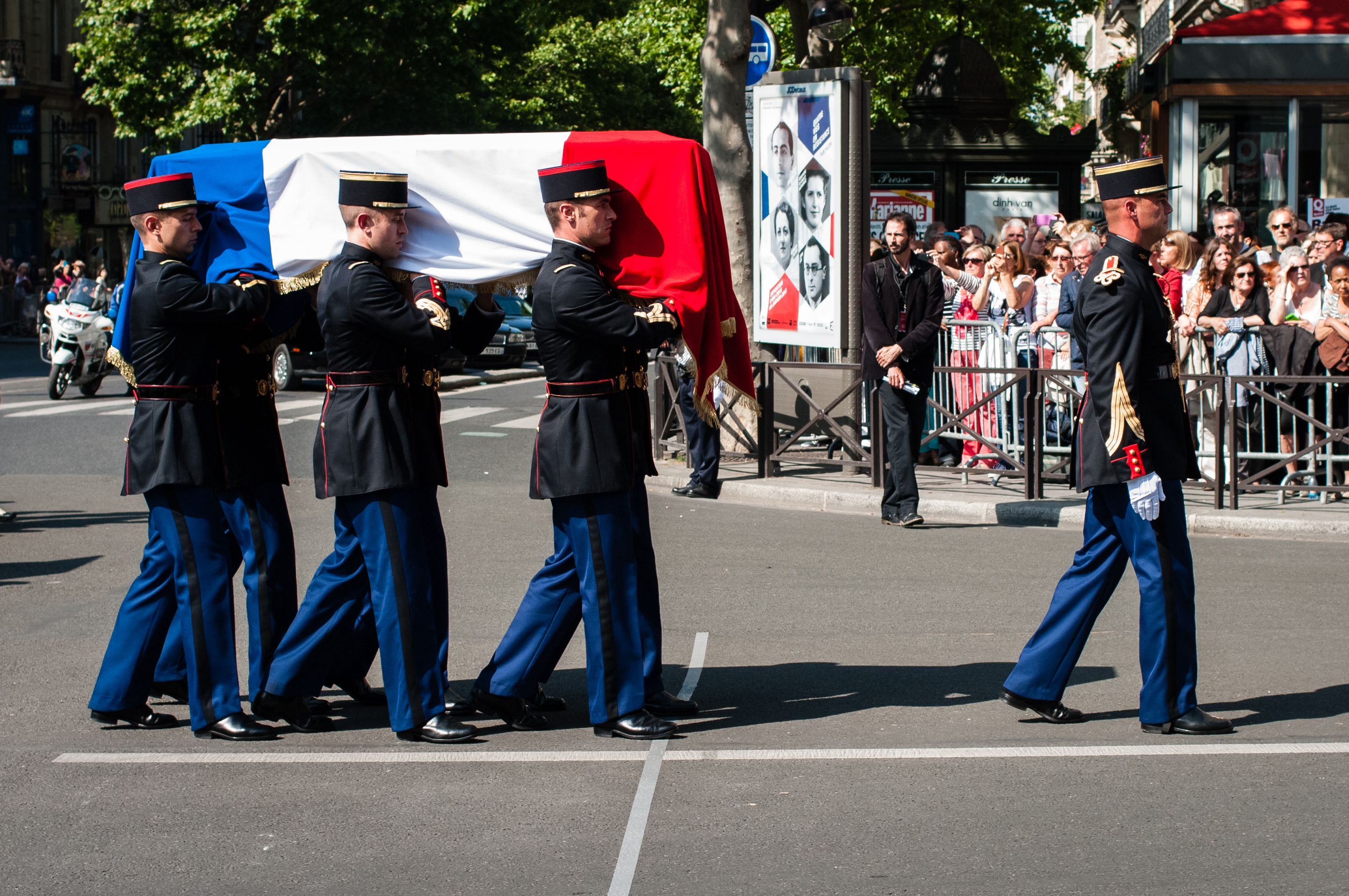
Церемония перезахоронения праха Жана Зе в парижский Пантеон. 27 мая 2015 года

## Посмертная судьба
Брошенное в канаву тело Жана Зе было обнаружено охотниками только в 1946, а опознано только в 1948 году.
27 мая 2015 года, к 70-летию окончания Второй мировой войны, прах Зе в торжественной обстановке был перезахоронен в парижском Пантеоне.